# Стадия зеркала

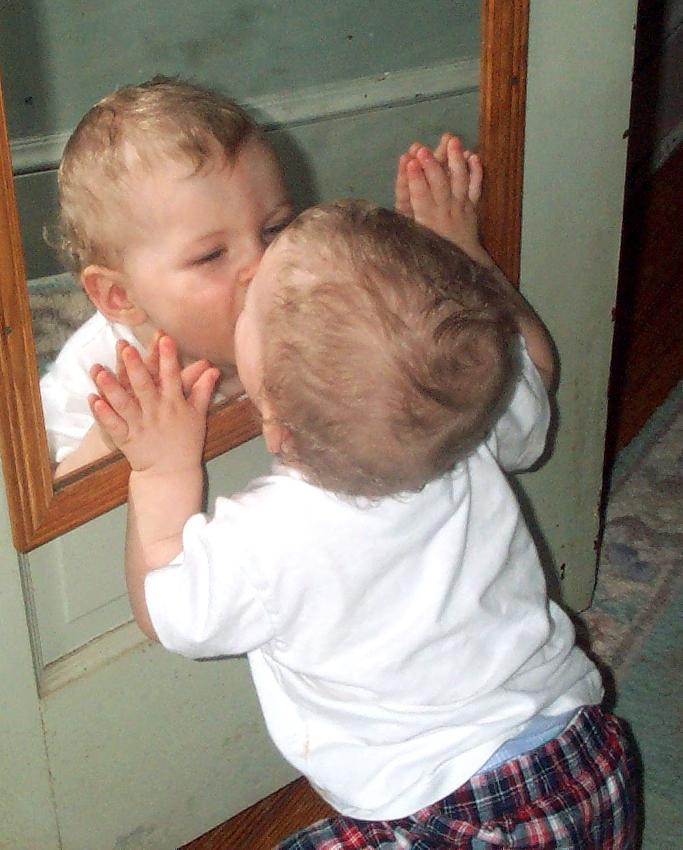
Ребёнок и зеркало

Ста́дия зе́ркала — термин психоаналитической теории Жака Лакана. В своих ранних работах, в частности в докладе на четырнадцатом международном психоаналитическом конгрессе в Мариенбаде, Лакан рассматривал стадию зеркала как этап развития ребёнка в возрасте от 6 до 18 месяцев. Начиная с 1950-х Лакан описывал стадию зеркала уже не как определённый момент в жизни ребёнка, но как структуру субъективности или парадигму Воображаемого.

## История понятия
Концепция стадии зеркала возникла у Лакана под влиянием работ Анри Валлона, идеи которого основывались на наблюдениях над тем, как животные и человек реагируют на собственное отражение в зеркале. Валлон заметил, что с наступлением шестимесячного возраста у детей человека и шимпанзе начинает проявляться то, что может показаться узнаванием собственного отражения. В то время как шимпанзе довольно быстро теряют интерес к своему открытию, люди обычно оказываются в нём сильно заинтересованными и начинают уделять значительные усилия и время исследованию связи между собственным телом и его отражением. В работе 1931 года Валлон утверждал, что зеркало помогает ребёнку развить чувство собственной идентичности.
Идеи Валлона о роли зеркала в развитии ребёнка развивались вне психоаналитической традиции и были слабо известны до того, как привлекли внимание Лакана. Последний использовал наблюдение Валлона в качестве основы для своих представлений о развитии человеческой субъективности, которая по сути своей, хотя зачастую и неявно, имеет сравнительную природу. Лакан предпринял попытку связать идеи Валлона с психоанализом, однако попытка эта не имела успеха в психоаналитическом сообществе.
В 1930-е Лакан посещал семинары Кожева, посвящённые Гегелю. Философия Гегеля в интерпретации Кожева, в частности диалектика раба и господина, оказала влияние на описание Лаканом диахронической структуры стадии зеркала. На протяжении всех последующих лет Лакан продолжал обращаться к стадии зеркала в своих работах.
По мере развития понятия стадии зеркала внимание Лакана смещается от исторического её значения к структурному. «Историческое значение» относится здесь к умственному развитию ребёнка, а «структурное значение» — к либидозному отношению к образу тела. В своём четвёртом цикле семинаров La relation d’objet, Лакан говорит, что «стадия зеркала далека от того, чтобы быть простым феноменом, случающимся в развитии ребёнка. Она иллюстрирует конфликтную природу дуальных отношений». Термин «дуальные отношения» (фр. relation duelle) относится не только к отношениям между Я и телом, которые всегда характеризуются иллюзиями сходства и взаимности, но также и к отношению между Воображаемым и Реальным. Визуальная идентичность, данная в зеркальном отражении обеспечивает воображаемую целостность опыту фрагментированного реального.
Стадия зеркала описывает образование Я посредством процесса идентификации с собственным отражённым образом. К шести месяцам ребёнку ещё недостаёт моторной координации, однако Лакан предполагал, что ребёнок может начать узнавать себя в зеркале до обретения такой координации. Ребёнок видит в зеркале свой образ как целое, при сохраняющейся неспособности координации движений своего тела, что приводит к восприятию своего тела как фрагментированного. По мысли Лакана, этот контраст поначалу ощущается ребёнком как соперничество с собственным образом, поскольку целостность образа таит в себе угрозу распада. Соответственно, стадия зеркала даёт начало агрессивному напряжению между субъектом и образом. Для разрядки этого напряжения субъект начинает идентифицировать себя с образом. В этой первичной идентификации с двойником-отражением формируется Я. Момент этой идентификации Лакан рассматривает как момент ликования, поскольку он ведёт к воображаемому чувству господства. Однако это ликование может сопровождаться и депрессивной реакцией, когда ребёнок сравнивает своё шаткое чувство господства с всемогуществом матери. Эта идентификация также включает «идеал Я», функционирующий как обещание будущей целостности, придающее силы Я в ожидании.
По мысли Лакана, стадия зеркала демонстрирует, что Я является продуктом непонимания (фр. méconnaissance) — ложного опознавания. Именно на стадии зеркала возникает отчуждение субъекта от самого себя и устанавливается воображаемый порядок.
Стадия зеркала имеет также важное символическое измерение. Порядок символического присутствует в фигуре взрослого, несущего ребёнка. В момент, следующий за ликованием признания образа как своего собственного, ребёнок обращается к взрослому — Большому другому, санкционирующему этот образ.